# Solangella micromacula
Solangella micromacula là một loài bọ cánh cứng trong họ Cerambycidae.